# Terremoto de Mendoza de 2006
El Terremoto de Mendoza de 2006 fue un movimiento sísmico de intensidad media en la provincia argentina de Mendoza. Tuvo lugar el 5 de agosto de 2006 a las 11.03 (UTC-3), y tuvo una magnitud de 5,7 en la Escala Richter. 
El epicentro fue localizado en 33°13′48″S 68°56′24″O / -33.23000, -68.94000, Ugarteche, Luján de Cuyo, a 35 km al sudsudoeste de la Ciudad de Mendoza y su hipocentro a una profundidad de 33 km.
El sismo se sintió en el Gran Mendoza (V-VI en la Escala de Mercalli), Gran San Juan y San Luis (IV Mercalli), también en La Rioja y Córdoba (III Mercalli). 
Provocó daños en más de 500 viviendas (en su mayoría de fabricación precaria o viejas) en las periferias del Gran Mendoza, se interrumpió por varios minutos el servicio eléctrico y el servicio de telefonía móvil. Afortunadamente, muy pocas personas fueron heridas y no hubo víctimas mortales que lamentar. Además, provocó daños importantes (pero que no comprometieron la estructura) de la antigua iglesia de la localidad cercana de Luján de Cuyo.
Al día siguiente se registró una réplica pero de menor magnitud (3,7 Escala de Richter), tuvo lugar a sólo 5 km del anterior movimiento telúrico, a 90 km de profundidad. Se sintió en la Ciudad de Mendoza a una intensidad de II-III grados (Mercalli).